# Neukirchen (Nordfriesland)
Neukirchen (frisó septentrional Naischöspel, danès Nykirke) és un municipi del districte de Nordfriesland, dins l'Amt Südtondern, a l'estat alemany de Slesvig-Holstein.

## Fills il·lustres
En aquesta ciutat hi va néixer el cèlebre compositor Theodor Kirchner (1823-1903). El pintor Emil Nolde (1967-1956) va tenir una casa a Seebüll, un veïnat de Neukirchen, on s'estava sovint quan no era a Berlín. Hi va morir i ser enterrat.